# مارتین داوش
مارتین داوش (انگلیسی: Martin Dausch؛ زادهٔ ۴ مارس ۱۹۸۶) بازیکن فوتبال اهل آلمان است.
از باشگاه‌هایی که در آن بازی کرده‌است می‌توان به باشگاه فوتبال یونیون برلین، باشگاه فوتبال اشتوتگارت، باشگاه فوتبال وی‌اف‌آر آلن، و باشگاه فوتبال دویسبورگ اشاره کرد.